# Ctenogobiops formosa
Ctenogobiops formosa és una espècie de peix de la família dels gòbids i de l'ordre dels perciformes.

## Morfologia
- Els mascles poden assolir 4,6 cm de longitud total i les femelles 4,07.[4]

## Hàbitat
És un peix marí, de clima subtropical i associat als esculls de corall que viu entre 9-12 m de fondària.

## Distribució geogràfica
Es troba a Taiwan.

## Observacions
És inofensiu per als humans.